# Micheil Pocchweria
Micheil Pocchweria, gruz. მიხეილ პოცხვერია, ros. Михаил Иванович Поцхверия (ur. 12 sierpnia 1975 w Kurundusie, w obwodzie nowosybirskim, Rosyjska FSRR) – gruziński piłkarz, grający na pozycji napastnika, były reprezentant Gruzji.

## Kariera piłkarska

### Kariera klubowa
Pierwszy trener Nikołaj Danczenko. Wychowanek Internatu Sportowego w Ługańsku (trenerzy Wadym Dobyża, Serhij Czernych). W 1991 rozpoczął karierę piłkarską w zespole Chimik Siewierodonieck, skąd w następnym sezonie przeszedł do Dynama Ługańsk. Po krótkim pobycie w 1993 w drugiej drużynie rosyjskiego Rostsielmaszu Rostów nad Donem przeszedł do klubu Zoria-MAŁS Ługańsk. Na początku 1995 został piłkarzem Metałurha Zaporoże. Podczas przerwy zimowej sezonu 1995/96 otrzymał zaproszenie do drużyny rezerw Werderu Brema, w którym występował do lata, po czym powrócił do Zaporoża. Jednak w Zaporożu już był inny trener i piłkarz przeszedł do Szachtara Donieck. W rundzie wiosennej sezonu 1998/99 został wypożyczony do Dnipra Dniepropetrowsk. W 2000 występował na wypożyczeniu w rosyjskim klubie Ałanija Władykaukaz. 31 sierpnia 2000 powrócił do Dnipra. Potem przez kontuzję wyjechał do Gruzji, gdzie leczył się, a potem występował w klubie Merani-91 Tbilisi. W 2001 był zmuszony zakończyć karierę piłkarską.

### Kariera reprezentacyjna
W latach 1996–1999 występował w reprezentacji Gruzji.

## Sukcesy i odznaczenia

### Sukcesy klubowe
- wicemistrz Ukrainy: 1997, 1998
- zdobywca Pucharu Ukrainy: 1997

### Sukcesy indywidualne
- 8. miejsce w klasyfikacji strzelców Mistrzostw Ukrainy: 1995
- 9. miejsce w klasyfikacji strzelców Mistrzostw Ukrainy: 1996